# Ralph Miliband
Ralph Miliband (* 7. Januar 1924 in Brüssel als Adolphe Miliband; † 21. Mai 1994 in Westminster, London) war ein belgisch-britischer marxistischer Staatswissenschaftler. Er war der Vater des ehemaligen britischen Ministers David Miliband und des zeitweiligen Labour-Parteivorsitzenden Ed Miliband. Die sowjetisch-russische Bibliografin Sofja Dawidowna Miliband war seine Cousine.

## Leben und Familie
Geboren wurde er als Adolphe Miliband in Brüssel als Sohn polnisch-jüdischer Emigranten. Seine Eltern lebten früher im jüdischen Viertel von Warschau, bevor sich sein Vater, Samuel Miliband, der Roten Armee im Polnisch-Sowjetischen Krieg anschloss. Nach Kriegsende siedelte die Familie nach Belgien über.
In der Zwischenkriegszeit lebte Miliband in Belgien, die Zeit beschreibt er folgendermaßen.

„German refugees began to appear in Brussels in the following years; and the anti-Semitism, which was what was focused on in my family circle about Fascism, was in any case merged with earlier, Polish, Russian anti-Semitism, which made this appear as the major phenomenon in history, with the Jews as its centre.“

Mit dem Überfall der Wehrmacht auf Belgien 1940 entschied sich die Familie, das Land zu verlassen. Am 19. Mai 1940 erreichten sie als Flüchtlinge das Vereinigte Königreich und ließen sich in London nieder. In der Zeit der Angriffe der deutschen Luftwaffe auf London fand Miliband Arbeit bei der Beseitigung von Trümmern. Im Laufe dieser Monate änderte er seinen Namen von Adolphe auf Ralph Miliband. Von 1942 bis 1945 diente er als Freiwilliger in der Royal Navy.
Ralph Miliband ist auf dem Highgate Cemetery in London beerdigt.

## Wissenschaftliche Laufbahn
Miliband bekam durch die International Commission for Refugees einen Studienplatz am Acton Technical College, der heutigen Brunel University. Im Laufe seines Studiums der britischen Geschichte entwickelte er sich zum Marxisten. Im Oktober 1941 wurde ihm die Auszeichnung zuteil, ein Studium an der renommierten London School of Economics (LSE) aufzunehmen. In dieser Phase studierte er unter Harold Laski, gleichzeitig wurde die London School of Economics zur University of Cambridge evakuiert.
Nach einer dreijährigen Dienstzeit in der Royal Navy setzte er nach dem Krieg sein Studium an der LSE fort. 1947 graduierte er und bekam ein Leverhulme research scholarship (Leverhulme Forschungsstipendium), mit dem er seine Studien an der LSE fortsetzte. Harold Laski vermittelte für Miliband einen Lehrauftrag am Roosevelt College in Chicago. Ab 1949 bekam er einen Posten als Assistant Lecturer in Politikwissenschaft an der LSE, wo er später Senior Lecturer wurde. 1961 heiratete er Marion Kozak, eine seiner ehemaligen Studentinnen. 1972 verließ er die LSE und nahm eine Professur für Politikwissenschaft an der University of Leeds an. Mittlerweile gehörte er zu den einflussreichsten britischen Marxisten. Unglücklich in Leeds, übernahm er Lehraufträge in den USA und Kanada.
In den 1970er Jahren führte Miliband eine Auseinandersetzung mit Nicos Poulantzas über die Frage des kapitalistischen Staates. Ausgangspunkt war das Buch The State in Capitalist Society von 1969. Die Kontroverse wurde über eine Reihe von Artikeln in der New Left Review ausgetragen. Ernesto Laclau intervenierte 1975 mit einem eigenen Artikel.
Neben der Auseinandersetzung mit staats- und politiktheoretischen Fragestellungen beschäftigte sich Miliband auch mit der Geschichtswissenschaft und lieferte beispielsweise wichtige Beiträge zur Geschichte der britischen Arbeiterbewegung.

## Politisches Schaffen
Während der 1950er Jahre gehörte Miliband gemeinsam mit Edward P. Thompson und John Saville zu den Protagonisten der britischen Neuen Linken. Mit diesen gründete er die Zeitschriften New Reasoner und New Left Review. Mit Saville führte er die Socialist Register ein, die stark durch seinen amerikanischen Freund, dem Soziologen Charles Wright Mills geprägt war.
Der Krieg der USA gegen Vietnam führte ihn in Opposition zur US-Politik und zur Politik der Labour Party. In der Socialist Register schrieb er 1967:

„[…] the United States has over what is now a period of years been engaged [in Vietnam] in the wholesale slaughter of men, women and children, the maiming of many more, the obliteration of numberless villages and the forcible transplantation of whole populations into virtual concentration camps […] and much, much else which forms part of a catalogue of horrors […] the United States has done all this in the name of an enormous lie“

## Schriften
- Parliamentary Socialism: A Study of the Politics of Labour (1961)
- The State in Capitalist Society (1969) (Deutsch: Der Staat in der kapitalistischen Gesellschaft (1972))
- Kontroverse über den kapitalistischen Staat (1976), mit Nicos Poulantzas
- Marxism and Politics (1977)
- Capitalist Democracy in Britain (1982)
- Class Power and State Power (1983)
- Divided Societies: Class Struggle in Contemporary Capitalism (1989)
- Socialism for a Sceptical Age (1994)

## Sekundärliteratur
- Clyde W. Barrow: Toward a Critical Theory of States. The Poulantzas-Miliband Debate after Globalization. State University of New York Press, Albany 2016.